# Trace Worthington
Trace Worthington (Minneapolis, 28 de noviembre de 1969) es un deportista estadounidense que compitió en esquí acrobático, especialista en la prueba de salto aéreo.
Ganó tres medallas en el Campeonato Mundial de Esquí Acrobático, en los años 1993 y 1995.
Participó en los Juegos Olímpicos de Lillehammer 1994, ocupando el quinto lugar en la prueba de salto aéreo y el 19.º en los baches.

## Medallero internacional
| Campeonato Mundial | Campeonato Mundial   | Campeonato Mundial | Campeonato Mundial |
| Año                | Lugar                | Medalla            | Competición        |
| ------------------ | -------------------- | ------------------ | ------------------ |
| 1993               | Altenmarkt (Austria) | Medalla de plata   | Combinada          |
| 1995               | La Clusaz (Francia)  | Medalla de oro     | Salto aéreo        |
| 1995               | La Clusaz (Francia)  | Medalla de oro     | Combinada          |